# Formule Fulton-Favreau
 (juin 2023).
Si vous disposez d'ouvrages ou d'articles de référence ou si vous connaissez des sites web de qualité traitant du thème abordé ici, merci de compléter l'article en donnant les références utiles à sa vérifiabilité et en les liant à la section « Notes et références ».
La formule Fulton-Favreau était une formule de modification de la Constitution du Canada développée et proposée par le ministre consevateur de la justice fédéral Edmund Davie Fulton et le libéral québécois Guy Favreau dans les années 1960. 

## Contenu
La formule prévoyait que les amendements affectant toutes les provinces ou les champs de compétence du gouvernement fédéral nécessiteraient le consentement unanime. Les modifications affectant une ou plusieurs provinces nécessiteraient le consentement des provinces concernées. Les modifications qui n'affecteraient pas les pouvoirs des provinces, l'éducation ou le bilinguisme officiel nécessiteraient le consentement des deux tiers des provinces représentant au moins cinquante pour cent de la population ainsi que des deux chambres du parlement. Jusqu'à quatre provinces se verraient accorder le droit de se soustraire ou être exemptées des changements constitutionnels. Le gouvernement fédéral pourrait déléguer ses pouvoirs aux provinces et réciproquement avec le consentement du gouvernement fédéral et d'au moins quatre provinces. Les amendements culmineraient le rapatriement de la Constitution.

## Arguments soulevés lors des négociations constitutionnelles
Durant les négociations, un certain nombre de controverses apparurent autour de la formule Fulton-Favreau, dont l'argument que l'unanimité constituait une « camisole de force » qui rendrait la Constitution trop difficile à modifier. Le premier ministre de la Saskatchewan affirmait que les débats sur le fédéralisme canadien, en particulier la décentralisation croissante exigée par les dirigeants régionaux comme le premier ministre du Québec, Jean Lesage, menaçaient de rendre le gouvernement fédéral impuissant, au « point de non retour », et le Canada cesserait d'être une seule confédération. Lesage affirmait qu'au contraire, il réclamait simplement que le Québec et le Canada français puissent pleinement développer les rôles qui leur revenaient au sein du Canada.[réf. nécessaire]
Le chef du Nouveau Parti démocratique, Tommy Douglas, exprima également ses craintes que, bien que le rapatriement de la Constitution soit bénéfique, la nouvelle constitution implanterait la notion des droits civils et des droits de propriété, rendant ce champ de compétence intrangible sauf par unanimité, ce qui menacerait le développement du droit du travail, l'assurance santé et les autres services sociaux.[réf. nécessaire]

## Abandon de la formule
Bien que la formule ait été abandonnée officiellement en 1966, lorsque Lesage retire son appui, une version modifiée de cette formule est finalement adoptée en 1981, lorsqu'un accord sur des modifications à la Constitution est élaboré.[réf. nécessaire]